# Болл, Молли
Молли Болл (англ. Molly Ball, род. Денвер) — американская политическая журналистка и писательница. Она является старшим политическим корреспондентом The Wall Street Journal. Болл — автор биографии спикера Палаты представителей Нэнси Пелоси, опубликованной в 2020 году.

## Юные годы и образование
Болл выросла в Колорадо и Айдахо. В 1997 году она окончила среднюю школу Cherry Creek High School в пригороде Денвера Гринвуд-Виллидж. Она училась в Йельском университете, где писала статьи для The Yale Herald. Она окончила его в 2001 году.

## Карьера
В 2001 году Болл прошла летнюю стажировку в The Washington Post, затем в январе 2002 года переехала в Камбоджу и провела один год и три месяца, работая репортёром в The Cambodia Daily. Её пребывание в Камбодже было прервано из-за болезни и необходимости вернуться в Соединённые Штаты для лечения. Впоследствии она работала репортёром в Las Vegas Sun, Las Vegas Review-Journal, Politico, The Atlantic, Time и The Wall Street Journal. 

## Признание
В 2019 году Болл получила премию Джеральда Р. Форда за выдающиеся репортажи о президентстве за освещение деятельности администрации Трампа. Среди других полученных ею наград — премия Ли Вальчака за политический анализ, премия имени Сэнди Хьюма за выдающиеся достижения в политической журналистике, премия Общества профессиональных журналистов «Сигма Дельта Хи» и премия Тонера за выдающиеся достижения в политической журналистике. Болл получила премию Эверетта Маккинли Дирксена 2020 года за выдающееся освещение деятельности Конгресса от Национального фонда прессы за свой репортаж о спикере Палаты представителей Нэнси Пелоси, который судьи назвали «авторитетным», «убедительным» и «тонким». Она была признана выдающимся журналистом в области печати на церемонии вручения премии «Женщины в журналистике» в Вашингтоне в 2020 году.

## Критика, разногласия и юридические споры
В 2015 году Джеймс Таранто из The Wall Street Journal раскритиковал изображение Болл сторонника Трампа в статье, которую Болл написала для The Atlantic под названием «Экстаз Дональда Трампа», отметив, что она описала сторонника как человека с «кожистым цветом лица и жёлтыми зубами», что, по мнению Таранто, было примером предвзятости СМИ и неуважения к простым гражданам. В 2021 году в статье Болл в журнале Time под названием «Тайная история теневой кампании, которая спасла выборы 2020 года» были описаны усилия политических групп, лидеров бизнеса и активистов по оказанию влияния на выборы 2020 года. Хотя Болл охарактеризовала это как защиту честности выборов, критики поставили под сомнение её журналистскую этику и объективность.
В декабре 2019 года семья Бернарда Кришера подала в окружной суд Токио (Япония) иск против Болл и The Atlantic за клевету и вторжение в частную жизнь из-за статьи Болл под названием «When the Presses Stop», опубликованной в выпуске журнала за январь/февраль 2018 года. Дело было передано в суд и урегулировано в январе 2024 года. В рамках юридического урегулирования журнал внёс в статью многочисленные удаления, исправления и уточнения. В том числе это было опровержение заявления Болл о том, что Кришер, её работодатель в The Cambodia Daily, не сделал ничего, чтобы помочь ей с проблемой медицинского страхования, что было опровергнуто электронными письмами, свидетельствующими о том, что Кришер действительно пытался ей помочь. Кроме того, Болл была обязана стереть и уничтожить все копии фотографий, которые она сделала без ведома и согласия субъектов во время своего визита в их личные покои.

## Личная жизнь
Болл имеет еврейское происхождение. Она живёт в Арлингтоне, штат Вирджиния, со своим мужем Дэвидом Кихарой, редактором Politico, и тремя детьми. 
В 2007 году она выиграла 100 000 долларов в игровом шоу «Кто хочет стать миллионером».